# Sarah Boberg
Sarah Kjærgaard Boberg (Roskilde, 25 augustus 1966) is een Deens actrice.

## Biografie
Boberg werd geboren in Roskilde als dochter van een kunstschilder, en is zus van acteur Simon Boberg . Zij leerde het acteren aan de William Esper Studio en aan de Lee Strasberg Theatre and Film Institute, beide in New York. Naast het acteren voor televisie is zij ook actief in het theater.
Boberg begon in 1985 met acteren in de Deense film Elise, hierna speelde zij nog meerdere rollen in films en televisieseries. Zij is vooral bekend van de Deense politiecommissaris Lillian in de televisieserie The Bridge waar zij in 32 afleveringen speelde (2011-2018). In 2009 won zij een Bodil Award voor haar rol in de film Worlds Apart in de categorie Beste Actrice in een Bijrol.

## Filmografie

### Films
Uitgezonderd korte films. 
- 2025 Sønnike - als Karen
- 2024 Madame Ida - als Elise
- 2024 Bytte Bytte Barn - als Ulla
- 2023 Den, der lever stille - als Mor
- 2022 Intet - als curator
- 2020 Ökozid - als Alma Sundgard
- 2018 Wonderful Copenhagen - als Helle
- 2010 Himlen falder - als Susanne
- 2009 Flugten - als dokter
- 2008 What No One Knows - als Amalie
- 2008 To verdener - als Karen
- 2007 Hvid nat - als Sanne
- 2006 Life Hits - als Lærerinde
- 2005 Dommeren - als minister
- 2004 In Your Hands - als Jossi
- 2003 Bagland - als moeder van Milles
- 2003 Afgrunden - als Johanne
- 2002 Kald mig bare Aksel - als Susanne
- 2002 Little Big Girl - als Astrid
- 2002 Charlie Butterfly - als partner
- 2000 The Wake - als de moeder
- 2000 The Bench - als Connie
- 2000 A Place Nearby - als Ung kvinde
- 2000 Afsporet - als Hanne
- 1997 15 Months in May - als ??
- 1987 Kampen om den røde ko - als ??
- 1985 Elise - als ??

### Televisieseries
Uitgezonderd eenmalige gastrollen.
- 2023 Carmen Curlers - als ?? - 2 afl.
- 2023 Stadig ikke død - als rector - 6 afl.
- 2022 The Sommerdahl Murders - als Lis Ravn - 2 afl.
- 2022 Next of Kin - als Alma Volhard - 4 afl.
- 2021 Try Hard - als Monica - 8 afl.
- 2020 Tæt på sandheden med Jonatan Spang - als Lone de politieassistente - 3 afl.
- 2019 Gidseltagningen - als Inga Hvalsøe - 3 afl.
- 2018 Theo & Den Magiske Talisman - als Thanna - 24 afl.
- 2011-2018 The Bridge - als Lillian (commissaris Kopenhagen) - 32 afl.
- 2014 1864 - als Karen Jensen - 4 afl.
- 2011 Den som dræber - als Cecilia Friis - 2 afl.
- 2006 Absalons hemmelighed - als Petra Bramming - 24 afl.
- 2004 Forsvar - als Linda Skov - 9 afl.
- 2000-2002 Hotellet - als Annette Back - 31 afl.
- 2000 Rejseholdet - als Jeanette Poulsen - 2 afl.

- Bibliothèque nationale de France: cb167486896 (data)
- Gemeinsame Normdatei: 141810440
- International Standard Name Identifier: 0000 0000 9657 0155
- Library of Congress Control Number: no2012032145
- Nationale Bibliotheek van Tsjechië: xx0155643
- Virtual International Authority File: 142651041
- WorldCat: E39PBJwd9YdB9Tk8HbJjQxHBfq